# Fernando Buesa Arena
Fernando Buesa Arena est une salle polyvalente de Vitoria-Gasteiz (Pays basque, Espagne), utilisé par le Baskonia pour jouer ses matchs de compétition officielle. Il une capacité de 15 504 spectateurs, et est fréquemment utilisé pour abriter des rendez-vous sportifs nationaux et internationaux de différentes disciplines, ainsi que pour d'autres événements comme de grandes expositions, des concerts ou des festivals. Il est un des pavillons des multi-utilisations le plus grand du nord de la péninsule.
Il possède un parking de 2500 places de véhicules et 40 pour autobus.
Initialement construit avec une capacité de 9 900 places, le bâtiment fut agrandi entre mars 2011 et avril 2012, pour atteindre les 15 600 spectateurs.
Appelé précédemment Araba Arena, son nom rend hommage au parlementaire socialiste Fernando Buesa Blanco, assassiné par l'ETA en 2000 en plein cœur de l'université de la ville.

## Événements
- Finale de la Coupe Saporta de basket-ball, 12 mars 1996
- Euroligue de basket-ball 2000-2001
- Phase finale de l'EuroCoupe de basket-ball 2009-2010

## Galerie

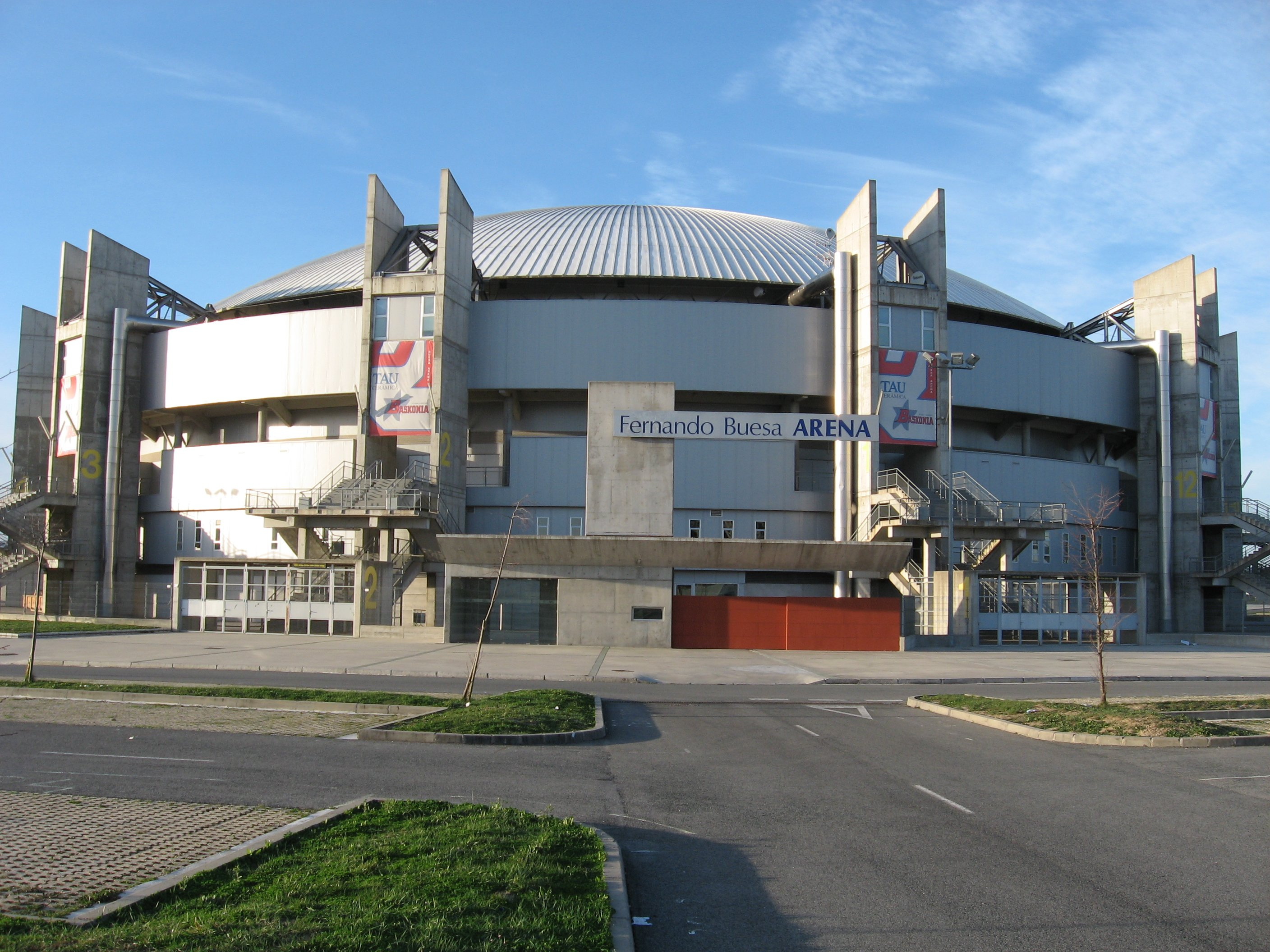
Le bâtiment avant l’extension en 2007
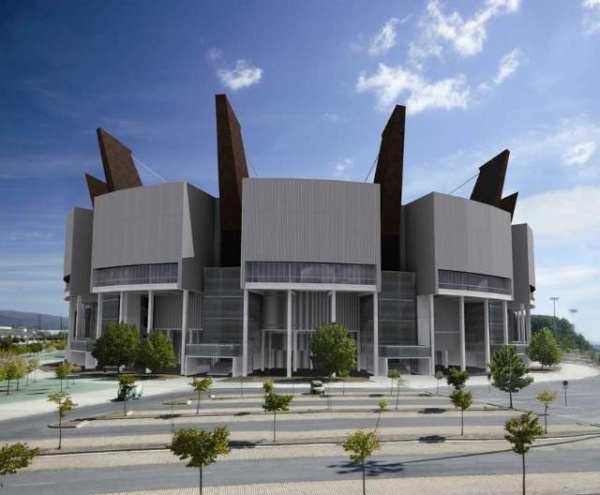
En 2012
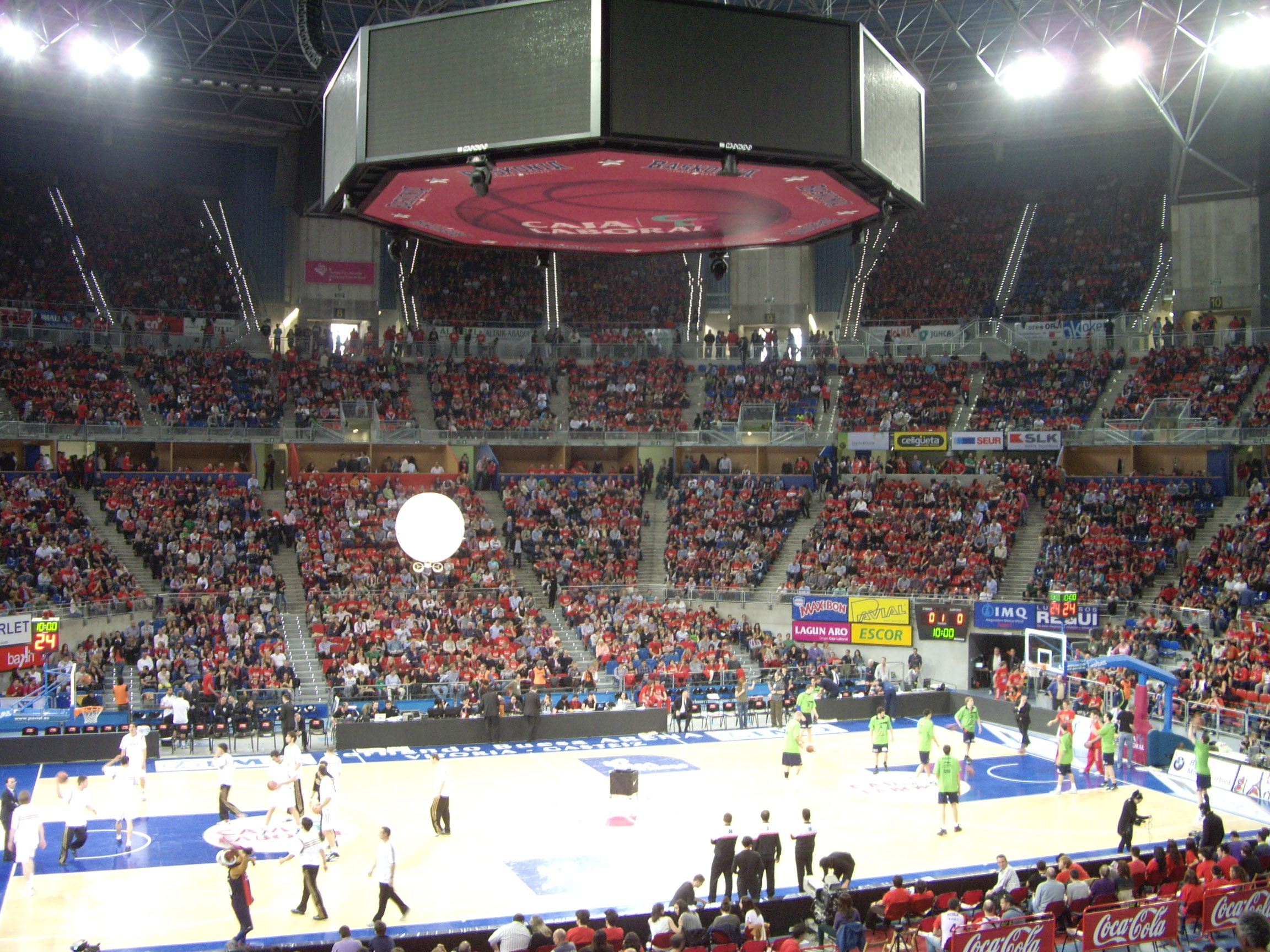
Intérieur en 2012

### Sources des traductions
- (es)/(eu)/(en) Cet article est partiellement ou en totalité issu des articles intitulés en espagnol « Fernando Buesa Arena » (voir la liste des auteurs), en basque « Fernando Buesa Arena » (voir la liste des auteurs) et en anglais « Fernando Buesa Arena » (voir la liste des auteurs).